# A Head Full of Dreams
| 전문가 평가         | 전문가 평가 |
| 총 점수             | 총 점수     |
| 출처                | 점수        |
| ------------------- | ----------- |
| AnyDecentMusic?     | 5.5/10      |
| 메타크리틱          | 60/100      |
| 평가 점수           |             |
| 출처                | 점수        |
| AllMusic            | [ 10 ]      |
| Chicago Tribune     | [ 11 ]      |
| The Daily Telegraph | [ 12 ]      |
| The Guardian        | [ 13 ]      |
| The Independent     | [ 14 ]      |
| NME                 | 4/5         |
| Pitchfork           | 4.8/10      |
| Q                   | [ 17 ]      |
| Rolling Stone       | [ 18 ]      |
| Spin                | 6/10        |

《A Head Full of Dreams》는 영국의 록 밴드 콜드플레이의 일곱 번째 스튜디오 음반이다. 이 음반은 2015년 12월 4일, 영국의 팔로폰과 미국의 애틀랜틱 레코드에 의해 발매되었다. 콜드플레이는 2014년 말부터 2015년 중반까지 이전 음반 《Ghost Stories》를 완성한 직후까지 이전 음반의 스타일과 음색이 현저하게 달라졌다. 콜드플레이는 비욘세, 노엘 갤러거, 토베 로, 카티아 부니아티쉬빌리, 메리 클레이튼과 협연을 맺었고, 프로듀싱은 릭 심슨과 스타게이트가 맡았다. 이 음반은 또한 버락 오바마 대통령이 클레멘타 C. 피닉니의 장례식에서 "어메이징 그레이스"를 노래한 곡 〈Kaleidoscope〉를 부른 샘플이 수록되어 있다.
그 음반은 비평가들로부터 엇갈린 평을 받았다. 상업적으로 이 음반은 영국 음반 차트에서 1위를 차지했으며, 미국, 호주, 캐나다, 이탈리아에서 2위를 차지하며 아델의 《25》에 의해 1위를 유지했다. 2016년 브릿 어워드에서 이 음반은 올해의 영국 음반 후보에 올랐다. 국제 음반 산업 협회에 따르면, 이 음반은 전 세계적으로 190만장이 팔리며 2015년에 8번째로 많이 팔린 음반이다. 국제 음반 산업 협회에 따르면 2016년 9번째 베스트셀러 음반으로 전 세계적으로 140만장이 팔렸다. 2017년 11월 현재 이 음반은 전 세계적으로 600만 장 이상이 팔렸다. 이 곡은 〈Adventure of a Lifetime〉, 〈Hymn for the Weekend〉, 〈Up & Up〉, 〈A Head Full of Dreams〉, 〈Everglow〉의 5개의 싱글로 지원되었다. 이 음반의 5.1 서라운드 블루레이 오디오 버전은 2016년 9월 23일 밴드의 웹사이트를 통해 발매되었다. 이 음반은 거의 2년 동안 지속된 성공적인 A Head Full of Dreams Tour에 의해 홍보되었다.

## 배경
콜드플레이는 여섯 번째 음반 《Ghost Stories》를 홍보한 후 2014년 말 《A Head Full of Dreams》를 시작했다. 그 음반은 이전 음반과 뚜렷한 스타일과 사운드가 다르다. 2014년 12월 BBC 라디오 2 DJ 조 와일리와 기타리스트 조니 버클랜드와 베이시스트 가이 베리먼은 《A Head Full of Dreams》와 그 전신인 버클랜드는 《Ghost Stories》의 스타일을 《A Head Full of Dreams》의 기대되는 주제와 비교하며 "밤과 낮"의 차이점에 대해 힌트를 주었다. 리드 싱어인 크리스 마틴은 밴드가 색감 있고 고무적인 무언가를 만들려고 한다고 말하며 음반의 스타일을 암시했다. 그는 또한 그것이 "발을 흔들어야" 할 것이라고 말했다.
2015년 9월 26일, 밴드는 뉴욕에서 열린 2015년 글로벌 시티즌 페스티벌에서 신곡 〈Amazing Day〉를 포함한 6곡 세트를 연주했다. 밴드의 프로듀서인 릭 심슨은 이 노래가 새 음반에 수록될 것이라고 확인했다. 2016년 11월 21일, 선두주자인 크리스 마틴은 트위터를 통해 2017년에 출시될 새로운 음반을 발표했고, 《Kaleidoscope EP》라고 명명될 것이다.

## 프로듀싱
이 음반은 릭 심슨 (밴드의 장기 협업자)과 노르웨이의 듀오 스타게이트(토르 헤르만센, 미켈 에릭센)가 프로듀싱했다. 믹싱 임무는 주로 릭 심슨에 의해 수행되었다. 스타게이트 중역이 음반을 프로듀싱했다.

## 싱글
이 음반을 홍보한 첫 번째 싱글인 〈Adventure of a Lifetime〉은 2015년 11월 6일에 발매되었다. 후자를 위한 뮤직비디오는 2015년 11월 29일에 나왔다. 〈Hymn for the Weekend〉는 2016년 1월 25일 음반의 두 번째 싱글로 발매되었다. 그 밴드는 소셜 미디어의 한 섹션에서 인도 사회의 전형적인 묘사 때문에 비판을 받았다. 세 번째 공식 싱글 〈Up & Up〉은 2016년 4월 22일에 발매되었다. 네 번째 공식 싱글인 〈A Head Full of Dreams〉는 2016년 8월 19일에 뮤직비디오와 함께 발매되었다. 글래스턴베리 페스티벌에서 기술적인 문제로 인해 마틴이 이 노래를 듣지도 않은 단독 공연에서 영감을 받아 녹음된 〈Everglow〉가 2016년 11월 11일에 다섯 번째 싱글로 디지털 아울렛에서 발매되었다.

### 프로모션 싱글
〈Everglow〉는 2015년 11월 26일, 프로모션 싱글로 발매되었으며, 2015년 12월 2일 뮤직비디오가 공개되었다. 〈Birds〉는 2016년 1월 3일, 프로모션 싱글로 발매되었으며, 뮤직비디오도 같은 날에 나왔다.

## 곡 목록
모든 곡들은 가이 베리먼, 조니 버클랜드, 윌 챔피언, 크리스 마틴에 의해 작사/작곡하였다.
| #   | 제목                               | 프로듀서                            | 재생 시간 |
| --- | ---------------------------------- | ----------------------------------- | --------- |
| 1.  | 〈A Head Full of Dreams〉          | 릭 심슨, 스타게이트                 | 3:43      |
| 2.  | 〈Birds〉                          | 심슨, 스타게이트                    | 3:49      |
| 3.  | 〈Hymn for the Weekend〉           | 심슨, 스타게이트, 아비치, 정보 격차 | 4:18      |
| 4.  | 〈Everglow〉                       | 심슨, 스타게이트                    | 4:42      |
| 5.  | 〈Adventure of a Lifetime〉        | 심슨, 스타게이트                    | 4:23      |
| 6.  | 〈Fun〉 (Feat. 토베 로)            | 심슨, 스타게이트                    | 4:27      |
| 7.  | 〈Kaleidoscope〉                   | 심슨, 스타게이트                    | 1:51      |
| 8.  | 〈Army of One / X Marks the Spot〉 | 심슨, 스타게이트, 다니엘 그린       | 6:16      |
| 9.  | 〈Amazing Day〉                    | 심슨, 스타게이트                    | 4:31      |
| 10. | 〈Colour Spectrum〉                | 그린                                | 1:00      |
| 11. | 〈Up & Up〉 (Up&Up로 스타일 지정)  | 심슨, 스타게이트                    | 6:45      |

## 인증
|access-date=8 February 2019}}
| 국가                                                                                         | 인증          | 판매량/출하량 |
| -------------------------------------------------------------------------------------------- | ------------- | ------------- |
| 아르헨티나 (CAPIF)                                                                           | 골드          | 20,000^       |
| 오스트레일리아 (ARIA)                                                                        | 플래티넘      | 70,000^       |
| 오스트리아 (IFPI 오스트리아)                                                                 | 골드          | 7,500*        |
| 벨기에 (BEA)                                                                                 | 플래티넘      | 30,000*       |
| 캐나다 (뮤직 캐나다)                                                                         | 2× 플래티넘   | 160,000       |
| 덴마크 (IFPI Danmark)                                                                        | 2× 플래티넘   | 40,000        |
| 프랑스 (SNEP)                                                                                | 3× 플래티넘   | 300,000       |
| 독일 (BVMI)                                                                                  | 3× 골드       | 300,000       |
| 헝가리 (MAHASZ)                                                                              | 2× 플래티넘   | 4,000^        |
| 이탈리아 (FIMI)                                                                              | 4× 플래티넘   | 200,000*      |
| 멕시코 (AMPROFON)                                                                            | 플래티넘+골드 | 90,000^       |
| 네덜란드 (NVPI)                                                                              | 2× 플래티넘   | 100,000       |
| 뉴질랜드 (RMNZ)                                                                              | 플래티넘      | 15,000^       |
| 폴란드 (ZPAV)                                                                                | 3× 플래티넘   | 60,000        |
| 포르투갈 (AFP)                                                                               | 2× 플래티넘   | 30,000^       |
| 대한민국                                                                                     | —             | 9,712         |
| 스페인 (PROMUSICAE)                                                                          | 플래티넘      | 40,000        |
| 스웨덴 (GLF)                                                                                 | 골드          | 20,000        |
| 스위스 (IFPI 스위스)                                                                         | 플래티넘      | 20,000^       |
| 영국 (BPI)                                                                                   | 4× 플래티넘   | 1,375,805     |
| 미국 (RIAA)                                                                                  | 플래티넘      | 1,000,000     |
| *판매량을 기반으로 한 인증 · ^출하량을 기반으로 한 인증 · 판매량+스트리밍을 기반으로 한 인증 |               |               |